# Pedro Planas Basagañas
Pedro Planas Basagañas (San Juan de las Abadesas, Gerona, 31 de octubre de 1860-30 de julio de 1913) fue un soldado español.

## Vida
Nació en San Juan de las Abadesas, Gerona, el 24 de abril de 1859 y perteneció al destacamento de Baler durante la guerra hispano-estadounidense de 1898 en Filipinas, siendo por tanto uno de los denominados “últimos de Filipinas".  Junto con el resto del destacamento permaneció sitiado durante 337 días en el conocido como "sitio de Baler".
Durante las acciones militares del sitio fue herido en varias ocasiones. Fue el creador del himno musical del destacamento, cuya letra todavía se conserva. Al regresar de la guerra residió durante un tiempo en Barcelona, dónde vivía un tío materno que ejercía de farmacéutico, regresando a su pueblo natal posteriormente,  donde falleció el 30 de julio de 1913. Es el protagonista de la novela en catalán "La importància dels secrets" (2014)  del autor gerundense Ferran Miquel i Rigau.